# 香坂 (名古屋市)
香坂（こうさか）は、愛知県名古屋市名東区の地名。丁番を持たない単独町名である。住居表示未実施。

## 地理
名古屋市名東区北西部に位置する。東は神月町、西は千種区新西、南は香流一丁目、北は猪子石原に接する。

### 河川
- 香流川

## 歴史

### 町名の由来
香流川の香と、大字猪子石字水汲坂の坂を組み合わせたとされる。

### 沿革
- 1986年（昭和61年）5月3日 - 名東区猪高町大字猪子石および猪高町大字猪子石原の各一部により、同区香坂として成立[1]。
- 2001年（平成13年）9月15日 - 名東区猪高町大字猪子石原（字中ノ切・西ノ切）および千種区猪高町大字猪子石原（字西ノ切）の各一部を編入[WEB 6]。

## 世帯数と人口
2019年（平成31年）4月1日現在の世帯数と人口は以下の通りである。
| 町丁 | 世帯数  | 人口    |
| ---- | ------- | ------- |
| 香坂 | 562世帯 | 1,231人 |

### 人口の変遷
国勢調査による人口の推移
| 2000年（平成12年） | 1,282人 | [ WEB 7 ]  |  |
| 2005年（平成17年） | 1,305人 | [ WEB 8 ]  |  |
| 2010年（平成22年） | 1,249人 | [ WEB 9 ]  |  |
| 2015年（平成27年） | 1,175人 | [ WEB 10 ] |  |

## 学区
市立小・中学校に通う場合、学校等は以下の通りとなる。また、公立高等学校に通う場合の学区は以下の通りとなる。
| 番・番地等 | 小学校               | 中学校               | 高等学校 |
| ---------- | -------------------- | -------------------- | -------- |
| 全域       | 名古屋市立香流小学校 | 名古屋市立香流中学校 | 尾張学区 |

## 施設
- 薬師寺霊園[2]
- 水汲坂公園[2]
- 愛知県警察名東警察署猪子石交番[2]
- 天理教明坂分教会[2]
- 猪子石神社[2]
- 名古屋銀行猪子石支店

- 猪子石交番

## 交通
- 愛知県道215号田籾名古屋線（出来町通）
- 基幹バス
  - 猪子石西原バス停（栄・名鉄バスセンター方面）

## その他

### 日本郵便
- 郵便番号 : 465-0007[WEB 3]（集配局：名東郵便局[WEB 13]）。

### WEB
1. ↑  “愛知県名古屋市名東区の町丁・字一覧”.   人口統計ラボ. 2017年10月7日閲覧。
2. 1 2  “町・丁目(大字)別、年齢(10歳階級)別公簿人口(全市・区別)”.   名古屋市 (2019年4月22日). 2019年4月23日閲覧。
3. 1 2  “郵便番号”.  日本郵便. 2019年3月17日閲覧。
4. ↑  “市外局番の一覧”.   総務省. 2019年1月6日閲覧。
5. ↑  名古屋市役所市民経済局地域振興部住民課町名表示係 (2015年10月21日). “名東区の町名一覧”.   名古屋市. 2017年10月7日閲覧。
6. ↑  “名東区の一部で町名・町界を変更します”. 2001年11月8日時点のオリジナルよりアーカイブ。2018年2月12日閲覧。
7. ↑  名古屋市役所総務局企画部統計課統計係 (2005年7月1日). “（刊行物）名古屋の町(大字)・丁目別人口 (平成12年国勢調査) 名東区” (XLS). 2017年10月8日閲覧。
8. ↑  名古屋市役所総務局企画部統計課統計係 (2007年6月29日). “平成17年国勢調査　名古屋の町(大字)別・年齢別人口 名東区” (XLS). 2017年10月8日閲覧。
9. ↑  名古屋市役所総務局企画部統計課統計係 (2012年6月29日). “平成22年国勢調査　名古屋の町(大字)別・年齢別人口 名東区” (XLS). 2017年10月8日閲覧。
10. ↑  名古屋市役所総務局企画部統計課統計係 (2017年7月7日). “平成27年国勢調査　名古屋の町(大字)別・年齢別人口” (XLS). 2017年10月8日閲覧。
11. ↑  “市立小・中学校の通学区域一覧”.   名古屋市 (2018年11月10日). 2019年1月14日閲覧。
12. ↑  “平成29年度以降の愛知県公立高等学校（全日制課程）入学者選抜における通学区域並びに群及びグループ分け案について”.   愛知県教育委員会 (2015年2月16日). 2019年1月14日閲覧。
13. ↑  “郵便番号簿 2018年度版” (PDF).   日本郵便. 2019年4月23日閲覧。

### 文献
1. 1 2  名古屋市計画局, p. 866.
2. 1 2 3 4 5 6 7  「角川日本地名大辞典」編纂委員会 1989, p. 1550.

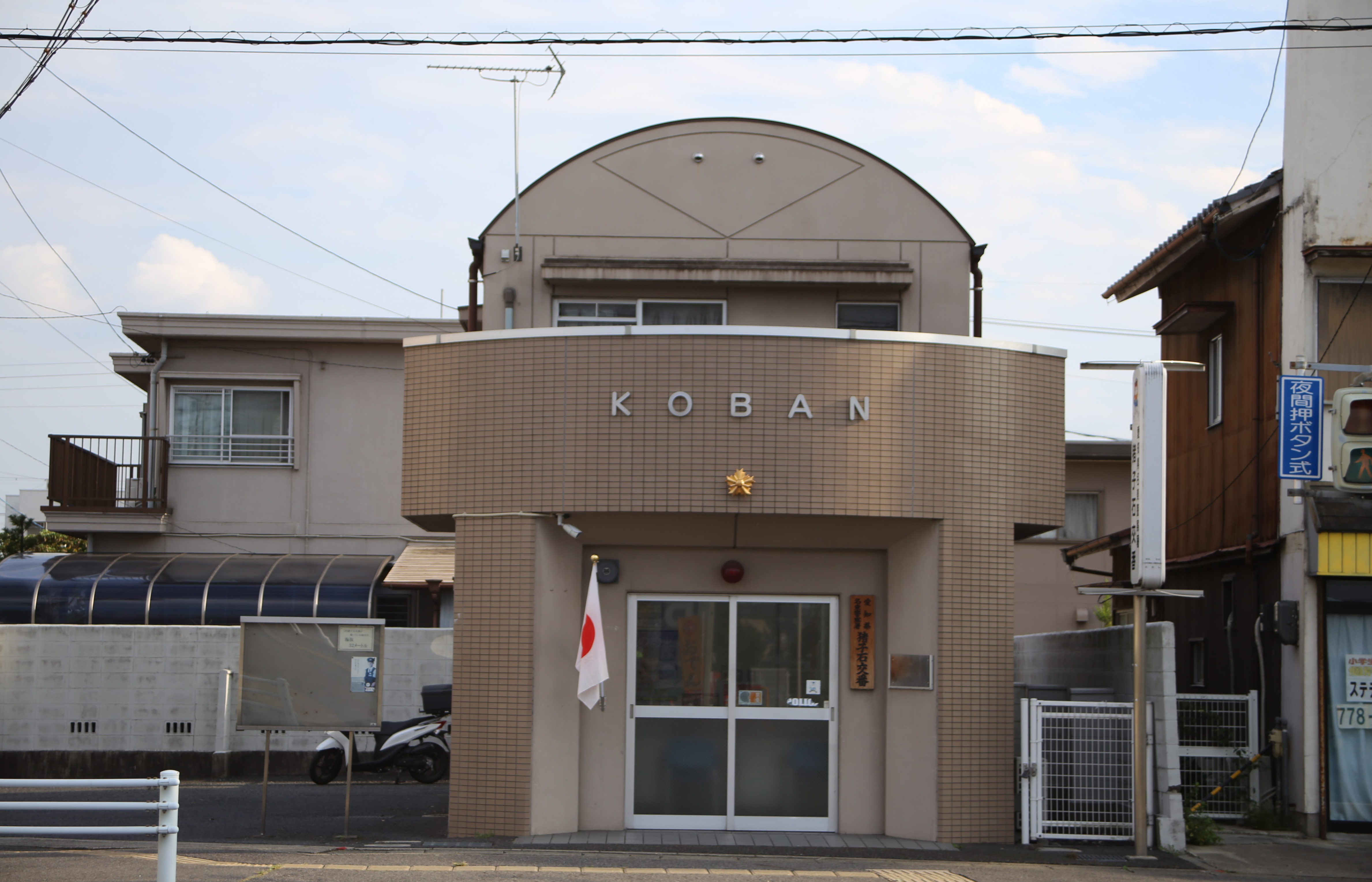
猪子石交番

3. ↑  名古屋市計画局 1992, p. 661.